# Grimmia abyssinica
Grimmia abyssinica är en bladmossart som beskrevs av Georg Friedrich von Jaeger 1874. Grimmia abyssinica ingår i släktet grimmior, och familjen Grimmiaceae. Inga underarter finns listade i Catalogue of Life.